# Keaton Ellerby
Keaton Ellerby (* 5. listopadu 1988 v Strathmore, Alberta) je kanadský hokejový obránce.

## Rodina
Jeho otec Cal Ellerby je bývalý lední hokejista ale za žádných z velkých seniorských lig nehrál a strýc Bernie Doan byl taktéž lední hokejista, který byl v roce 1971 draftován klubem St. Louis Blues ale v NHL neodehrál žádný zápas. Má tři bratrance, Josh Doan, dva bratranci Shane Doan a Carey Price jsou rovněž lední hokejisté, kteří působí v NHL. Starší Shane Doan působí jako kapitán klubu Phoenix Coyotes a mladší bratranec Carey Price je brankářská jednička klubu Montréal Canadiens.

## Hráčská kariéra
Juniorskou kariéru hrával letech 2004/07 za klub Kamloops Blazers v lize Western Hockey League (WHL). V létě 2007 byl draftován týmem Florida Panthers v prvním kole z desátého místa. V následující sezóně 2007/08 odehrál za klub Kamloops Blazers šestnáct zápasů, poté přestoupil klubu Moose Jaw Warriors, rovněž hrající v lize WHL. Za Moose Jaw Warriors dohrál sezónu. 9. května 2008 podepsal nováčkovskou smlouvu s Floridou Panthers. Do základní sestavy Panthers se nedostal a byl tak poslán na jejich farmu v Rochester Americans hrající v lize American Hockey League, za Rochester strávil celou sezónu 2008/09. Během své druhé sezóny v seniorském hokeji hrával častěji na farmě v Rochesteru, 14. ledna 2010 debutoval v nejprestižnější lize NHL za Florida Panthers, v zápase proti Tampa Bay Lightning odehrál čtyři minuty a padesát osm sekund. Za hlavní tým Panthers odehrál do konce sezóny 2009/10 22 zápasů. V sezóně 2010/11 hrával již častěji za Floridu Panthers, kde odehrál 54 zápasů ale zřídka byl posílán do farmářského týmu Rochester. 28. dubna 2011 prodloužil smlouvu s Panthers o další rok.

## Ocenění a úspěchy
- 2007 CHL - Top Prospects Game
- 2010 AHL - All-Star Game

## Prvenství

### NHL
- Debut - 14. ledna 2010 (Tampa Bay Lightning proti Florida Panthers)
- První asistence - 23. října 2010 (Florida Panthers proti New York Islanders)
- První gól - 25. ledna 2011 (New York Rangers proti Florida Panthers, brankáři Henrik Lundqvist)

### KHL
- Debut - 25. srpna 2015 (Barys Astana proti Metallurg Magnitogorsk)
- První asistence - 6. září 2015 (Barys Astana proti Lokomotiv Jaroslavl)
- První gól - 5. října 2015 (HK Dinamo Minsk proti Barys Astana, brankáři Dmitrij Milčakov)

## Klubové statistiky
| Sezóna       | Klub                      | Soutěž       |     | Základní část | Základní část | Základní část | Základní část | Základní část |   | Play off | Play off | Play off | Play off | Play off |
| Sezóna       | Klub                      | Soutěž       | Z   | G             | A             | B             | TM            | Z             | G | A        | B        | TM       |          |          |
| 2002/2003    | Okotoks Oilers Bantam AAA | AMBHL        | 36  | 7             | 13            | 20            | 127           | —             | — | —        | —        | —        |          |          |
| 2003/2004    | Okotoks Oilers            | AMHA         | 30  | 7             | 32            | 39            | 69            | —             | — | —        | —        | —        |          |          |
| 2004/2005    | Kamloops Blazers          | WHL          | 60  | 0             | 1             | 1             | 77            | 6             | 0 | 0        | 0        | 16       |          |          |
| 2005/2006    | Kamloops Blazers          | WHL          | 68  | 2             | 6             | 8             | 121           | —             | — | —        | —        | —        |          |          |
| 2006/2007    | Kamloops Blazers          | WHL          | 69  | 2             | 23            | 25            | 120           | 4             | 1 | 2        | 3        | 12       |          |          |
| 2007/2008    | Kamloops Blazers          | WHL          | 16  | 0             | 3             | 3             | 29            | —             | — | —        | —        | —        |          |          |
| 2007/2008    | Moose Jaw Warriors        | WHL          | 53  | 2             | 21            | 23            | 81            | 5             | 0 | 2        | 2        | 15       |          |          |
| 2008/2009    | Rochester Americans       | AHL          | 75  | 3             | 20            | 23            | 44            | —             | — | —        | —        | —        |          |          |
| 2009/2010    | Rochester Americans       | AHL          | 58  | 6             | 13            | 19            | 34            | 7             | 1 | 0        | 1        | 4        |          |          |
| 2009/2010    | Florida Panthers          | NHL          | 22  | 0             | 0             | 0             | 2             | —             | — | —        | —        | —        |          |          |
| 2010/2011    | Rochester Americans       | AHL          | 17  | 2             | 3             | 5             | 8             | —             | — | —        | —        | —        |          |          |
| 2010/2011    | Florida Panthers          | NHL          | 54  | 2             | 10            | 12            | 22            | —             | — | —        | —        | —        |          |          |
| 2011/2012    | Florida Panthers          | NHL          | 40  | 0             | 5             | 5             | 10            | 1             | 0 | 0        | 0        | 2        |          |          |
| 2012/2013    | Florida Panthers          | NHL          | 9   | 0             | 0             | 0             | 36            | —             | — | —        | —        | —        |          |          |
| 2012/2013    | Los Angeles Kings         | NHL          | 35  | 0             | 3             | 3             | 16            | 5             | 0 | 0        | 0        | 0        |          |          |
| 2013/2014    | Winnipeg Jets             | NHL          | 51  | 2             | 4             | 6             | 2             | —             | — | —        | —        | —        |          |          |
| 2014/2015    | St. John's IceCaps        | AHL          | 41  | 3             | 13            | 16            | 32            | —             | — | —        | —        | —        |          |          |
| 2014/2015    | Winnipeg Jets             | NHL          | 1   | 0             | 1             | 1             | 0             | —             | — | —        | —        | —        |          |          |
| 2015/2016    | Barys Astana              | KHL          | 42  | 2             | 7             | 9             | 49            | —             | — | —        | —        | —        |          |          |
| 2015/2016    | HC Fribourg-Gottéron      | NLA          | 13  | 1             | 5             | 6             | 0             | —             | — | —        | —        | —        |          |          |
| 2016/2017    | Lukko Rauma               | Liiga        | 43  | 3             | 9             | 12            | 12            | —             | — | —        | —        | —        |          |          |
| 2017/2018    | Mora IK                   | SEL          | 52  | 0             | 6             | 6             | 26            | —             | — | —        | —        | —        |          |          |
| 2018/2019    | Iserlohn Roosters         | DEL          | 51  | 1             | 8             | 9             | 46            | —             | — | —        | —        | —        |          |          |
| 2019/2020    | Dornbirner EC             | EBEL         | 26  | 4             | 7             | 11            | 16            | —             | — | —        | —        | —        |          |          |
| Celkem v NHL | Celkem v NHL              | Celkem v NHL | 212 | 4             | 23            | 27            | 88            | 6             | 0 | 0        | 0        | 2        |          |          |

## Reprezentace
| Rok                       | Tým                       | Soutěž                    | Z  | G | A | B | TM |
| ------------------------- | ------------------------- | ------------------------- | -- | - | - | - | -- |
| 2005                      | Kanada Pacific 17         | WHC-17                    | 6  | 0 | 1 | 1 | 0  |
| 2006                      | Kanada 18                 | MS-18                     | 5  | 0 | 1 | 1 | 10 |
| Juniorská kariéra celkově | Juniorská kariéra celkově | Juniorská kariéra celkově | 11 | 0 | 2 | 2 | 10 |